# Mallersdorf-Pfaffenberg
Mallersdorf-Pfaffenberg là một đô thị ở huyện Straubing-Bogen bang Bayern, Đức và có khoảng 7000 dân.